# Meuchelfoto

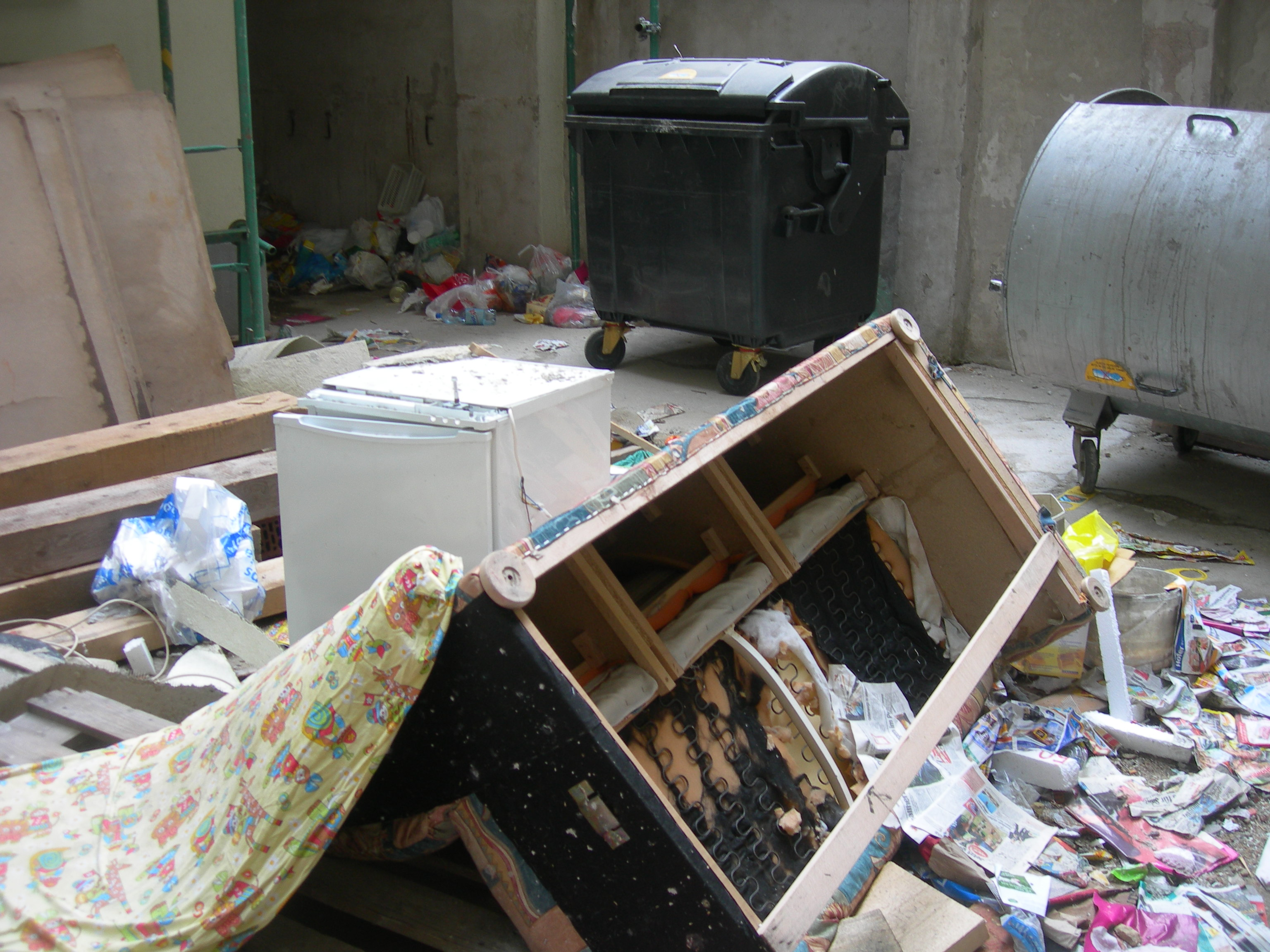
Hof eines Miethauses in Wien: Je nach Bildtext werden Stadtverwalter, Immobilienbesitzer oder die Mieter an den Pranger gestellt

Als Meuchelfoto werden Bilder von Personen, manchmal auch Gegenständen, Architektur oder Landschaften bezeichnet, die den Abgebildeten oder das Abgebildete in schlechtem Licht, lächerlich oder minderwertig erscheinen lassen. Der Begriff „Meuchelfoto“ entstand im Umfeld des Redaktionsjargons von Massenmedien und wurde in Analogie zum Meuchelmord geprägt, der das Opfer definitionsgemäß auf „heimtückische, heimliche, hinterhältige Weise“ trifft. Das Meuchelfoto ist meist eine gezielte Aggression, Kritik oder Entlarvung und bewegt sich in einem Grenzbereich zwischen Reportage, Satire, Schnappschuss und künstlerischer Fotografie.

## Charakteristika
Normalerweise wird das Meuchelfoto von der fotografierten Person nicht gewünscht und ist schon deshalb eine Verletzung des Persönlichkeitsrechts oder des höchstpersönlichen Lebensbereichs durch Bildaufnahmen. Personen, die öffentlich bekannt sind, wie Politiker oder Künstler, können in der Regel die Veröffentlichung von Fotos nur verhindern oder dagegen klagen, wenn diese die Privatsphäre verletzen. Die professionelle Herstellung von Fotos, die ehrschädigende, entwürdigende oder sonst wie kritische Wirkung haben sollen, brachte einen ganzen Berufsstand hervor, die Paparazzi. Eklatante, teilweise berühmt-berüchtigte Beispiele: Nacktfotos von Mitgliedern eines Königshauses, Politikern und bekannten Filmstars, oder Fotos Prominenter in intimen Umarmungen in einer geheim gehaltenen Beziehung, oder Fotos, die zeigen, wie jemand die Nerven verliert und gewalttätig wird.
Oft lässt nur der Moment der Aufnahme das Charakteristikum des Meuchelfotos zustande kommen: Etwa wenn die berühmte Person gerade in der Nase bohrt, in einer Parlamentssitzung schläft, gähnt oder sonst etwas tut, was man in der Öffentlichkeit vermeidet. Fotos einer Grimasse, die die Person unvorteilhaft aussehen lässt, werden von Politikern immer wieder veröffentlicht und können von den Betroffenen nicht verhindert werden.
Das Meuchelfoto übt keine sachliche Kritik am fotografierten Objekt und erfüllt so eine Prangerfunktion, weil es seine eigenen Entstehungsbedingungen ausblendet, sondern rechnet mit den instinktiven Reaktionen des Betrachters: Abneigung, Lachlust, Ekel u. a. Fotoaufnahmen mit der versteckten Kamera, bei denen Personen in ungewohnte Situationen gebracht werden, um sie lächerlich zu machen oder bloßzustellen, können in die Kategorie der Meuchelfotos fallen.

## Rechtliche Bedingungen
Im Allgemeinen wahrt das Meuchelfoto die Persönlichkeitsrechte der Abgelichteten nicht, die Bestimmungen über das Urheberrecht des Fotografen nicht immer. Im Internet erscheinen sie oftmals anonym und werden anonym weiterverbreitet, entgegen den Bestimmungen in §§ 1 bis 72 des Urheberrechtsgesetzes, §§ 22 bis 50 Gesetz betreffend das Urheberrecht an Werken der bildenden Künste und der Photographie und § 201a StGB (Verletzung des höchstpersönlichen Lebensbereichs durch Bildaufnahmen). So ist zum Beispiel die Veröffentlichung von Bildern verunstalteter Bauwerke nicht erlaubt.